# Chamaetylas fuelleborni
El alete pechiblanco (Chamaetylas fuelleborni) es una especie de ave paseriforme de la familia Muscicapidae propia de África oriental. Su nombre científico conmemora al médico alemán Friedrich Fülleborn.

## Distribución y hábitat
Se encuentra en los bosques tropicales de Malaui, Mozambique, Tanzania y Zambia.